# Federazione cestistica della Liberia
La Federazione cestistica della Liberia è l'ente che controlla e organizza la pallacanestro in Liberia.
La federazione controlla inoltre la nazionale di pallacanestro della Liberia. Ha sede a Monrovia e l'attuale presidente è Gbuor S. Wilson.
È affiliata alla FIBA dal 1964 e organizza il campionato di pallacanestro della Liberia.